# Verkehrstechnik
Die Verkehrstechnik als Wissenschaft entwickelt sowohl für den Personenverkehr als auch für den Güterverkehr Verkehrskonzepte und Verkehrsleitsysteme für alle Verkehrsträger (Straße, Schiene, Luft, Wasser und Rohrleitungen), entwirft und bemisst Verkehrsanlagen (von der Lichtsignalanlage über die Straßenplanung bis hin zur innerstädtischen Parkraumplanung) und organisiert Verkehrsabläufe. Die Verkehrsmittel dagegen (Fahrzeuge, wie Schiffe, Flugzeuge oder Züge) werden in der Fahrzeugtechnik behandelt. Die innerhalb von Betrieben (Häfen, Flughäfen, Industrie) genutzte Transporttechnik wird als Fördertechnik bezeichnet.
Verkehrstechnik
- ist die Wissenschaft, mit der der Verkehrsablauf beschrieben werden kann: Mit den Methoden der Verkehrstechnik kann der Verkehr beeinflusst werden. Z. B.: Die Steuerung von Lichtsignalanlagen ist ein klassisches Feld der Verkehrstechnik. In den letzten Jahren hinzugekommen sind u. a. Wechselverkehrszeichenanlagen und Tele-Informationstechniken (Verkehrstelematik) zur direkten Beeinflussung der Wegewahl der Verkehrsteilnehmer (Verkehrsinformatik, Verkehrstelematik).
- ist die Bezeichnung für die technischen Bereiche im Verkehrswesen im Unterschied zu den soziologischen oder ökonomischen Bereichen, also Verkehrstechnik in der erstgenannten Bedeutung sowie Verkehrsbauwesen, teilweise auch Verkehrsingenieurwesen und Verkehrsplanung.
- ist die Kurzbezeichnung des Arbeitsgebiets von Unternehmen, denen der Bau und die Installation sowie die Wartung von Straßenverkehrsleit- und Sicherungseinrichtungen (Schildertafeln, Lichtsignalanlagen, Leitplanken etc.) obliegt.
- ist eine der wesentlichsten noch direkt staatlicher Verwaltung, auf Länderebene mit sehr enger kommunaler Bindung bzw. auf kommunaler Ebene, unterstellten Einflussnahmen auf das Gemeinwohl mit teils erheblichen Auswirkungen auf die Attraktivität sowie Entwicklung und Potenziale von Grundstücken, bebauten und unbebauten Gebieten und Regionen. Es zeichnet für die durch die Verkehrstechnik geregelten Verkehrsströme stets eine Verwaltungsebene vorgebend und beauftragend verantwortlich.